# I-44
I-44 — підводний човен Імперського флоту Японії, який брав участь у Другій світовій війні.

## Початок історії човна
Корабель належав до типу B Modified 1 (він же клас I-40), представники якого мали великі розміри (їх надводна водотоннажність перевищувала підводний показник океанських підводних човнів США) та могли нести розвідувальний літак. Втім, човни цього типу ставали у стрій лише з 1943 року, коли застосування ними авіації стало неактуальним.

## Початок бойової служби
31 березня 1944-го I-44 полишив Японію та попрямував до архіпелагу Палау (важливий транспортний хаб та вузол оборони на заході Каролінських островів), який тільки-но став ціллю для потужного рейду ворожого авіаносного з'єднання. Втім, 5 квітня човен відкликали назад, а 14 квітня він прибув до Куре.
15 травня 1944-го I-44 вирушив до визначеного йому району патрулювання північніше від острова Нова Ірландія. На той час японське командування очікувало початку потужної ворожої атаки, а тому сформувало лінію патрульних човнів між центральними Каролінськими островами та Новою Гвінеєю. 27 травня в надводному положенні I-44 був атакований літаком, що досягнув кількох близьких вибухів. За цим до місця бою прибули ворожі патрульні кораблі, які й далі атакували вже занурений японський корабель. I-44 зазнав значних пошкоджень та через якийсь час сплив, не маючи вже здатності знову піти під воду. Втім, поблизу виявився лише патрульний літак, з яким вдалось розірвати контакт в умовах дощового шквалу. 5 червня човен повернувся до Куре та став на ремонт.
19 жовтня 1944-го I-44 вийшов із Куре з завданням патрулювати в районі на схід від Філіппінського архіпелагу, який союзники обрали за наступну ціль свого наступу. Втім, уже 20 жовтня на кораблі стався вибух, що вивів з ладу один гвинт, гірокомпас та призвів до загибелі трьох моряків. Як наслідок, 22 жовтня човен повернувся до Куре, де під час ремонту його переобладнали в носія керованих торпед «кайтен», для чого зняли ангар для літака та палубну гармату.

## Похід до Іводзіми
22 лютого 1945-го I-44 вирушив у море із завданням провести атаку кайтенами на ворожі сили, які за кілька діб до того почали операцію проти острова Іводзіма.
25 лютого 1945-го в районі дещо менш ніж за сотню кілометрів на південний захід від Іводзіми човен був виявлений ворожими есмінцями та перебував під водою майже дві доби, що довело склад повітряної суміші до критичного. 28 лютого I-44 спробував знову наблизитись до Іводзіми, цього разу зі сходу, але був атакований літаком.
6 березня 1945-го японське командування скасувало атаку кайтенами і 9 березня I-44 повернувся на базу.

## Похід до Окінави
4 квітня 1945-го I-44 вирушив у море із завданням атакувати ворожий флот, який за кілька діб до того почав атаку на острів Окінава.
29 квітня 1945-го в районі за чотири сотні кілометрів на південний схід від Окінави патрульний літак з ескортного авіаносця «Тулагі» помітив підводний човен. Спершу пілот скинув глибинну бомбу, яка вибухнула позаду бойової рубки субмарини, що намагалась екстрено зануритись. Під час другої атаки використали протичовнову торпеду, яка уразила ворожий корабель та потопила його. Ймовірно, саме ця атака призвела до загибелі I-44 разом з усіма 134 особами, що перебували на борту.